# Abraham-avtalen

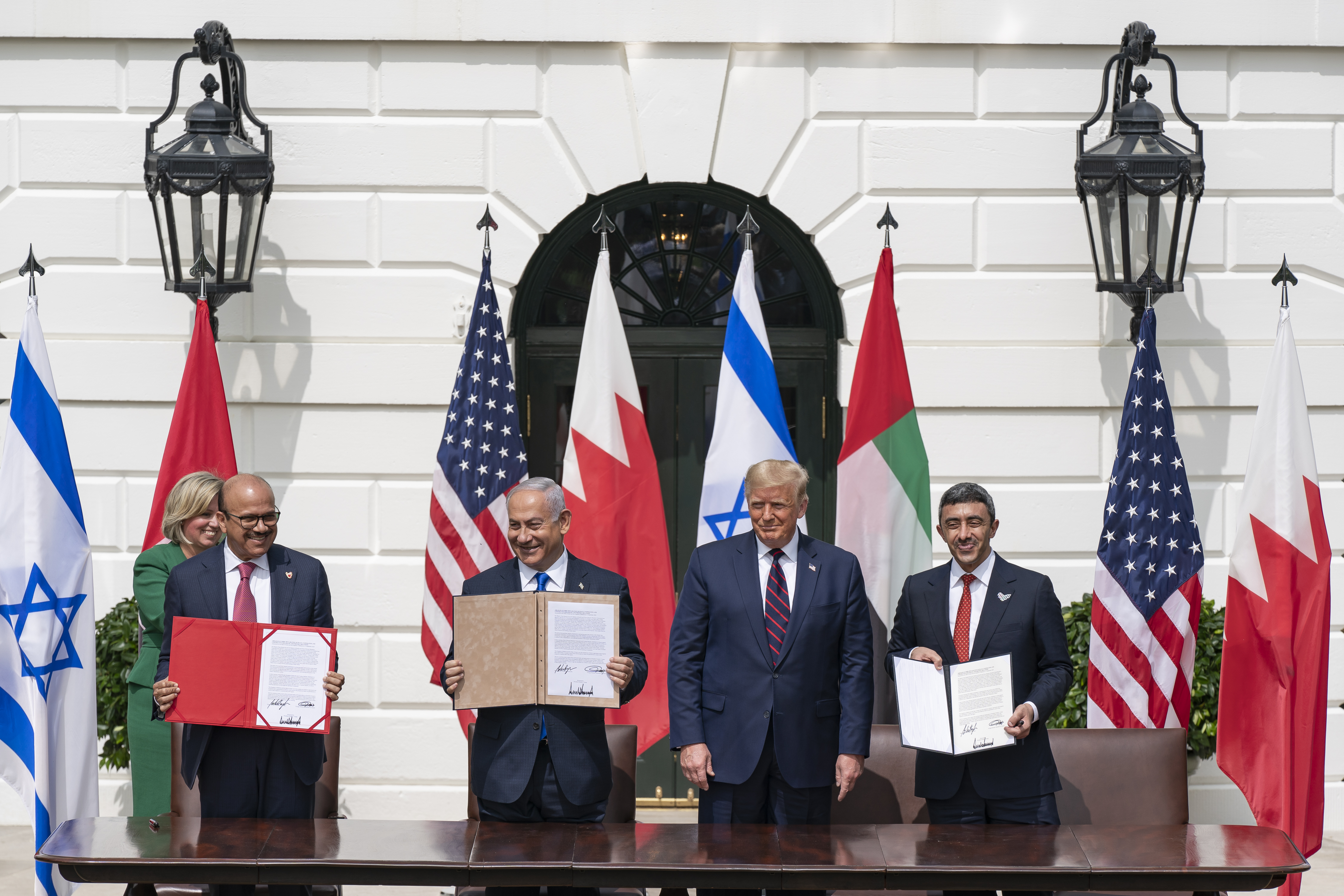
Abraham-avtalen signeras 15 september 2020 i närvaro av, från vänster till höger, Bahrains utrikesminister Abdullatif bin Rashid Al-Zayani, Israels premiärminister Benjamin Netanyahu, USAs president Donald Trump och Förenade Arabemiratens utrikesminister Abdullah bin Zayed Al-Nahyan

Abraham-avtalen eller på engelska The Abraham Accords är en serie överenskommelser om normalisering av förbindelserna mellan Israel och de fyra arabiska länderna Förenade Arabemiraten, Bahrain, Marocko och Sudan. Avtalen som stadfäste överenskommelserna undertecknades från september 2020 till januari 2021. Tidigare hade Egypten (1979) och Jordanien (1994) som enda arabländer slutit fred med Israel.
USA medlade mellan parterna. Förhandlingarna leddes av president Donald Trumps svärson Jared Kushner. Uppgörelserna sågs som en fjäder i hatten för Trump.